# EHBL
EHBL, voluit Eerste Hulp Bij Linkerhanden, was een Vlaams programma dat sinds 2006 werd uitgezonden op de commerciële zender VTM. De laatste presentatrice is Tess Goossens, die in 2007 Elke Vanelderen opvolgde. Er zijn 5 seizoenen verschenen.

## Concept
In het programma trok Tess wekelijks samen met 'superklusser' Bas Temmermans naar een Vlaams gezin. Met behulp van vrienden en kennissen kreeg de man des huizes één weekend de tijd om alle onafgewerkte klusjes op te knappen. Indien het klusteam de opdracht tot een goed einde bracht, won het gezin bovendien een pakket waardebons van Gamma, de sponsor van het programma.